# Patos (Albania)
Patos es un municipio del distrito de Patos, en el condado de Fier, Albania. 
Se encuentra ubicado en la zona centro-oeste del país, cerca de la costa del mar Adriático y al suroeste de Tirana, con una población a finales del año 2011 de 15 397 habitantes.

## Personajes Ilustres
Eleni Foureira, cantante muy popular en Grecia y Chipre y representante de Chipre en Eurovisión 2018 quedando subcampeona, mejor posición de Chipre desde su primera aparición en 1981.
- Datos: Q18709
- Multimedia: Patos (Albania) / Q18709